# 蒙塔尔巴堡
蒙塔尔巴堡（法語：Montalba-le-Château，法語發音：[mɔ̃talba lə ʃato] ⓘ）是法国东比利牛斯省的一个市镇，位于该省中部略偏北，属于普拉德区。

## 地理
蒙塔尔巴堡（42°41'45"N, 2°33'35"E）面积15.9 平方千米，位于法国奧克西塔尼大區东比利牛斯省，该省份为法国大陆部分最南部的省份，涵盖了北加泰罗尼亚，北起奥德省，西接阿列日省和安道尔，南与西班牙接壤，东临地中海。
与蒙塔尔巴堡接壤的市镇（或旧市镇、城区）包括：卡拉马尼、贝莱斯塔、泰特河畔伊耶、罗代斯、特雷维亚克。
蒙塔尔巴堡的时区为UTC+01:00、UTC+02:00（夏令时）。

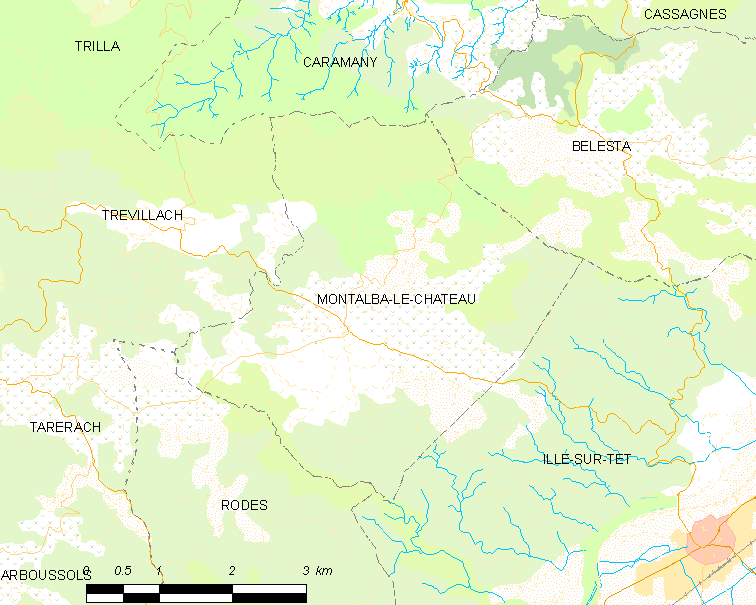
蒙塔尔巴堡的OSM定位图

## 行政
蒙塔尔巴堡的邮政编码为66130，INSEE市镇编码为66111。

## 政治
蒙塔尔巴堡所属的省级选区为泰特河谷县。

## 人口

1962-2008年间蒙塔尔巴堡人口变化图示

蒙塔尔巴堡于2022年1月1日时的人口数量为158人。